# Liste der Baudenkmäler in Thierstein (Fichtelgebirge)
Auf dieser Seite sind die Baudenkmäler in dem oberfränkischen Markt Thierstein zusammengestellt. Diese Tabelle ist eine Teilliste der Liste der Baudenkmäler in Bayern. Grundlage ist die Bayerische Denkmalliste, die auf Basis des Bayerischen Denkmalschutzgesetzes vom 1. Oktober 1973 erstmals erstellt wurde und seither durch das Bayerische Landesamt für Denkmalpflege geführt wird. Die folgenden Angaben ersetzen nicht die rechtsverbindliche Auskunft der Denkmalschutzbehörde.

## Ensembles

### Ensemble Marktplatz
Das Ensemble (Lage) umfasst den Burgberg und die südöstlich gelegene, platzartig erweiterte Hauptstraße des Ortes, den Marktplatz. Die Burg wurde 1343 mit der Verleihung des Lehens an Albrecht Nothaft von Wildstein erstmals urkundlich erwähnt. Sie bildete ein Zentrum der regionalen Kolonisation. Der Ort unterhalb der Burg wurde 1399 als Markt bezeichnet. 1415 gelangte die Herrschaft an die Burggrafen von Nürnberg. Thierstein bildete innerhalb des „Sechs-Ämter-Landes“ der Markgrafschaft Bayreuth einen Amtssitz und kam 1791 zum Königreich Preußen und 1810 zum Königreich Bayern. Nach dem Ortsbrand 1725 blieb die Burg Ruine. Weitere Brände zerstörten 1846 die südöstliche Seite des Marktes und 1866 die nordwestliche Bebauung. Durch Kampfhandlungen Ende April 1945 wurden die Kirche und 15 Wohngebäude teilweise schwer beschädigt. Der nordwestlich gelegene Burgberg mit Burgruine und Bergfried beherrscht die bauliche Gesamtsituation. Im Nordosten bildet die an der Hauptstraße stehende Pfarrkirche mit ihrem Kuppelturm die räumliche Dominante. Die Umbauung des Platzes besteht aus schmucklosen, zweigeschossigen Traufseithäusern vor allem aus der Zeit des Wiederaufbaus nach dem Marktbrand 1846, am Haus An der Kirche 1 sind noch spätbarocke Formen erhalten. Die Traufseithäuser weisen vielfach Fensterrahmungen aus Granit sowie stichbogige Tordurchfahrten auf. An den meisten Häusern haben sich die Schieferdächer mit den kleinen stehenden Gauben erhalten. Einige Wohnhäuser, das auf dem Marktplatz stehende Rathaus sowie der als Kopfbau besonders wichtige Gasthof-Komplex Nr. 18 wurden durch Modernisierung stark verändert. Aktennummer: E-4-79-159-1.

## Baudenkmäler nach Ortsteilen

### Thierstein
| Lage                             | Objekt                              | Beschreibung | Akten-Nr.     | Bild                               |
| -------------------------------- | ----------------------------------- | --- | ------------- | ---------------------------------- |
| An der Kirche 1 (Standort)       | Wohnhaus                            | Zweigeschossiger Traufseitbau, auf der freien Seite mit Halbwalm, geohrte und ornamentierte Tür- und Fensterrahmungen, bezeichnet „1820“ | D-4-79-159-2  | BW                                 |
| An der Kirche 4 (Standort)       | Wohnstallhaus                       | Zweigeschossiger Walmdachbau, massiv und verputzt, bezeichnet „1846“ | D-4-79-159-3  | BW                                 |
| An der Kirche 7 (Standort)       | Evangelisch-lutherische Pfarrkirche | Mit Streben besetzter, spätgotischer Saalbau mit späteren Veränderungen, Chor mit 5/8-Schluss, der Turm 1762, welsche Haube nach 1945 erneuert, Sakristeianbau, mit Ausstattung                                                                               | D-4-79-159-5  | weitere Bilder                     |
| An der Kirche 8 (Standort)       | Evangelisch-lutherisches Pfarrhaus  | Zweigeschossiger Walmdachbau, Sockel, Fensterrahmungen, Fensterbank- und Traufgesims aus Granit, 1837 | D-4-79-159-6  | Evangelisch-lutherisches Pfarrhaus |
| Burgstraße (Standort)            | Burgruine                           | 1343 erstmalige Nennung der Burg, Lage auf einem Basalthügel, den heute der Markt Thierstein umschließt, erhaltener Bestand: Spuren der Zwingermauer, Teile der Umfassungsmauern der Hauptburg, runder Bergfried im inneren Burghof, vgl. Ensemble Marktplatz | D-4-79-159-7  | weitere Bilder                     |
| Hauptstraße 2 (Standort)         | Wohnstallhaus                       | Zweigeschossiger Walmdachbau, massiv und verputzt, in der geohrten Türrahmung bezeichnet „1821“ | D-4-79-159-8  | BW                                 |
| Hauptstraße 6 (Standort)         | Wohnstallhaus                       | Zweigeschossiger, giebelständiger Bau mit Halbwalmdach auf der freien Seite, verputzt, in der geohrten Türrahmung bezeichnet „1828“ | D-4-79-159-9  | BW                                 |
| Marktplatz 8 (Standort)          | Kleinhaus                           | Erdgeschossiger, traufseitiger Halbwalmdachbau, verputzt, einfache Türrahmung, bezeichnet „1845“ | D-4-79-159-10 | BW                                 |
| Marktplatz 15 (Standort)         | Wohnhaus                            | Zweigeschossiger Traufseitbau, massiv und verputzt, stichbogiger Torbogen und Fensterrahmungen aus Granit, geschnitzte Torflügel, um 1850, Dachflächen durch Umbauten gestört                                                                                 | D-4-79-159-11 | BW                                 |
| Selber Straße 10 (Standort)      | Geohrte Granit-Türrahmung           | Frühes 19. Jahrhundert | D-4-79-159-12 | BW                                 |
| Thiersheimer Straße 2 (Standort) | Ehemaliges Försterhaus              | Schlichter, zweigeschossiger Satteldachbau mit Querflügel, verputzt, Portal bezeichnet „1774“, Hofmauer mit flachbogiger Durchfahrt und seitlicher Fußgängeröffnung, 18. Jahrhundert                                                                          | D-4-79-159-13 | BW                                 |
| Waldweg 1 (Standort)             | Wohnhaus                            | Zweigeschossiger Satteldachbau mit geohrter Türrahmung, frühes 19. Jahrhundert, modern verkleidet | D-4-79-159-14 | BW                                 |

### Birkenbühl
| Lage                         | Objekt              | Beschreibung | Akten-Nr.     | Bild |
| ---------------------------- | ------------------- | --- | ------------- | ---- |
| Birkenbühl 3, 3 a (Standort) | Ehemaliger Edelsitz | Wohnhaus, zweigeschossiger Walmdachbau mit geohrten und profilierten Tür- und Fensterrahmungen, um 1750, Stadel, massiver Satteldachbau, Halbwalmgiebel in Gitterfachwerk, Blechdeckung, zweite Hälfte 18. Jahrhundert | D-4-79-159-15 | BW   |

### Hendelhammer
| Lage                                                                         | Objekt          | Beschreibung | Akten-Nr.     | Bild            |
| ---------------------------------------------------------------------------- | --------------- | --- | ------------- | --------------- |
| Eger, In Hendelhammer, Von Thierstein über Hendelhammer nach Selb (Standort) | Dreibogenbrücke | Mit Brückenstein, 1763 | D-4-79-159-19 | Dreibogenbrücke |
| Hendelhammer 3 (Standort)                                                    | Wohnhaus        | Zweigeschossiger Bau über T-förmigem Grundriss mit Halbwalm bzw. Krüppelwalm, Giebel in Fachwerk, um 1910 auf älterem Kern | D-4-79-159-16 | BW              |
| Hendelhammer 5 (Standort)                                                    | Wohnstallhaus   | Zweigeschossiger Bau mit Halbwalmdach auf der freien Seite, massiv und verputzt, bezeichnet „1769“                         | D-4-79-159-17 | BW              |
| Hendelhammer 6 (Standort)                                                    | Wohnstallhaus   | Zweigeschossiger Halbwalmdachbau mit Schieferdeckung, 1855, teilweise modern verkleidet                                    | D-4-79-159-18 | BW              |

### Kaiserhammer
| Lage                                                                         | Objekt                                                             | Beschreibung | Akten-Nr.     | Bild |
| ---------------------------------------------------------------------------- | ------------------------------------------------------------------ | --- | ------------- | ---- |
| An der Eger 4 (Standort)                                                     | Wohn- und Geschäftshaus                                            | Zweigeschossiger Mansardhalbwalmdachbau mit geputzter, versetzter Eckquaderung und Ziergiebel, Neurenaissance und Jugendstil, bezeichnet „1910“ | D-4-79-159-31 | BW   |
| Mühlgraben 2, 4, 6, 8 a (Standort)                                           | Wohnhaus, Teil des ehemaligen Hammers                              | Dreigeschossiger Massivbau mit Frackdach, Querflügel und Halb- bzw. Krüppelwalm auf den freien Seiten, im Kern wohl 17. Jahrhundert, Stallungen, zweigeschossiger Satteldachbau, Fensterrahmungen im Erdgeschoss aus Ziegeln, 17./18. Jahrhundert, zusammengezogen mit Mühlgraben 10, Stallungen, Einfriedung | D-4-79-159-20 | BW   |
| Mühlgraben 8 (Standort)                                                      | Wohnstallstadel                                                    | Zweigeschossiger Satteldachbau, Stallteil Holzkonstruktion, im Wesentlichen wohl 18. Jahrhundert, mehrfach verändert (bezeichnet „1882“ und „1948“), mit Nr. 2, 4, 6, 8a zusammengezogen, hölzernes Taubenhaus, 19. Jahrhundert                                                                               | D-4-79-159-21 | BW   |
| Mühlgraben 10 (Standort)                                                     | Wirtschaftsgebäude                                                 | Zweigeschossiger, massiver Satteldachbau, 17./18. Jahrhundert, zusammengezogen mit Stallungen, zugehörig zu Mühlgraben 2, 4, 6 | D-4-79-159-32 | BW   |
| Schloßstraße 3 (Standort)                                                    | Gasthaus Egertal                                                   | Zweigeschossiger Bau mit abgewalmtem Dach, verputzt, bezeichnet „1856“, im Kern älter | D-4-79-159-22 | BW   |
| Schloßstraße 7 (Standort)                                                    | Wohnhaus, Küchenflügel des ehemaligen markgräflichen Jagdschlosses | Zweigeschossiger Walmdachbau, massiv und verputzt, geohrte Tür- und Fensterrahmungen aus Betonwerkstein, im Kern barock, zweite Hälfte 18. Jahrhundert, neubarock erneuert 1913–15 (Tür bezeichnet „1912“) | D-4-79-159-23 | BW   |
| Schulweg 2 (Standort)                                                        | Tanzsaalbau                                                        | Massiver, zweigeschossiger Satteldachbau mit Lisenengliederung und Dachreiter, 1926 | D-4-79-159-30 | BW   |
| Heidelheimtalweg; Marktleuthener Allee; Schwarze Lache; Vogelherd (Standort) | Jagdstern                                                          | ehemaliges markgräflich-bayreuthisches Jagdrevier, sternförmig von einem Zentrum ausstrahlende Schneisen im Wald, entstanden unter Markgraf Friedrich III. (reg. 1711–1763) (teilweise im Gebiet der Stadt Marktleuthen)                                                                                      | D-4-79-159-43 | BW   |

### Schlößlein
| Lage                    | Objekt    | Beschreibung | Akten-Nr.     | Bild |
| ----------------------- | --------- | --- | ------------- | ---- |
| Schlößlein 1 (Standort) | Bauernhof | Wohnhaus, rechte Hälfte eines zweigeschossigen, längsgeteilten Halbwalmdachbaus mit Querflügel, 1601/02, bezeichnet „1807“, Nebengebäude, zweigeschossiger, verschalter Satteldachbau mit Seitenanbau                                        | D-4-79-159-26 | BW   |
| Schlößlein 2 (Standort) | Bauernhof | Wohnhaus, linke Hälfte eines zweigeschossigen, längsgeteilten Halbwalmdachbaus mit Querflügel, 1601/02, bezeichnet „1807“, Nebengebäude, zweigeschossiger, verschalter Satteldachbau mit Seitenanbau, Brunnentrog, Granit, bezeichnet „1859“ | D-4-79-159-27 | BW   |

### Schwarzenhammer
| Lage                                                               | Objekt                                                          | Beschreibung | Akten-Nr.     | Bild                                                        |
| ------------------------------------------------------------------ | --------------------------------------------------------------- | --- | ------------- | ----------------------------------------------------------- |
| Am Steinbruch 1 (Standort)                                         | Fabrikantenvilla der ehemaligen Porzellanfabrik                 | Zweigeschossiges Walmdachhaus auf L-förmigem Grundriss, Sockelgeschoss und Eckpilaster aus Granit, in kleiner Parkanlage mit Treppenanlagen, Pavillon, Teich, Kellerhaus und Pumpstation, im Heimatstil 1922 von Karl Kummer | D-4-79-159-28 | BW                                                          |
| Egerstraße (Standort)                                              | Waschhaus der ehemaligen Porzellanfabrik Schumann & Schreider   | Erdgeschossiger Walmdachbau mit kannelierten Eckpilastern, Heimatstil, um 1920/25 | D-4-79-159-29 | BW                                                          |
| Egerstraße 22 (Standort)                                           | Ehemaliges Hammerschloss, dann Porzellanfabrik                  | im Grundriss L-förmiger dreigeschossiger Krüppelwalmdachbau, Erdgeschoss kreuzgratgewölbt, spätes 16. bzw. frühes 17. Jahrhundert, Anbau letztes Viertel 18. Jahrhundert, mit Ausstattung                                    | D-4-79-159-44 | BW                                                          |
| Bahnlinie Wunsiedel-Holenbrunn – Selb Stadt, Mühlgraben (Standort) | Trogbrücke der ehemaligen Nebenbahnlinie Selb – Holenbrunn      | Betonkonstruktion mit Stahlaufleger und Sandsteinquaderverblendung, 1914 | D-4-79-159-33 | BW                                                          |
| Brückenradweg Bayern – Böhmen (Standort)                           | Bogenbrücke der ehemaligen Nebenbahnlinie Selb – Holenbrunn     | Betonkonstruktion mit Sandsteinquaderverblendung, 1914 | D-4-79-159-36 | Bogenbrücke der ehemaligen Nebenbahnlinie Selb – Holenbrunn |
| Brückenradweg Bayern – Böhmen (Standort)                           | Trogbrücke der ehemaligen Nebenbahnlinie Selb – Holenbrunn      | Betonkonstruktion mit Stahlaufleger und Sandsteinquaderverblendung, 1914 | D-4-79-159-35 | BW                                                          |
| Brückenradweg Bayern – Böhmen, Eger (Standort)                     | Dreibogenbrücke der ehemaligen Nebenbahnlinie Selb – Holenbrunn | Betonkonstruktion mit Sandsteinquaderverblendung, 1914 | D-4-79-159-34 | BW                                                          |

### Wäschteich
| Lage                    | Objekt        | Beschreibung                                                                                                   | Akten-Nr.     | Bild |
| ----------------------- | ------------- | --- | ------------- | ---- |
| Wäschteich 5 (Standort) | Wohnstallhaus | Zweigeschossiger Halbwalmdachbau, massiv und verputzt, Tür- und Fensterrahmungen aus Granit, bezeichnet „1818“ | D-4-79-159-25 | BW   |

## Ehemalige Baudenkmäler
In diesem Abschnitt sind Objekte aufgeführt, die früher einmal in der Denkmalliste eingetragen waren, jetzt aber nicht mehr. Objekte, die in anderem Zusammenhang also z. B. als Teil eines Baudenkmals weiter eingetragen sind, sollen hier nicht aufgeführt werden. Aktennummern in diesem Abschnitt sind ehemalige, jetzt nicht mehr gültige Aktennummern.

| Lage            | Objekt      | Beschreibung    | Akten-Nr.     | Bild |
| --------------- | ----------- | --------------- | ------------- | ---- |
| Pfannenstiel () | Meilenstein | 19. Jahrhundert | D-4-79-159-24 |      |